# Atsoc
Amândio Fernandes (Porto, 30 de Janeiro de 1951) é um ilusionista português. Iniciou-se no ilusionismo com 12 anos, com um livro que seu pai lhe ofereceu. Progrediu nos segredos da arte mágica, o que lhe permitiu participar em muitos espectáculos em Portugal, tendo atuado nas principais salas de espetáculos da cidade do Porto, casas de fado, discotecas, bem como no Casino da Póvoa de Varzim e no Casino de Espinho. 
Durante alguns anos foi o ilusionista convidado para atuar no espetáculo "O Cantinho do Nicolau" que era organizado pela seção infantil do jornal O Comércio do Porto, o que lhe permitiu obter grande experiência em espetáculos destinados ao público mais jovem. 
Em 1992, depois de muitos anos trabalhando, apresentou-se em um concurso pela primeira vez, no Festival Internacional Magic Valongo, na categoria de manipulação, tendo obtido o Prémio Revelação. 
Em 1995 concorreu no Concurso do Clube Mágico Português, tendo obtido o 2.º prémio de Manipulação.
Já atuou em vários países europeus, e em Las Vegas. 
Foi Presidente da Direção do Clube Ilusionista de Fenianos durante dois mandatos consecutivos. 
Faz parte do Júri de concursos do Festival Internacional de Ilusionismo Magic Valongo e é membro do júri do Congresso Português de Ilusionismo.